# Compañía Universal del Canal Interoceánico de Panamá

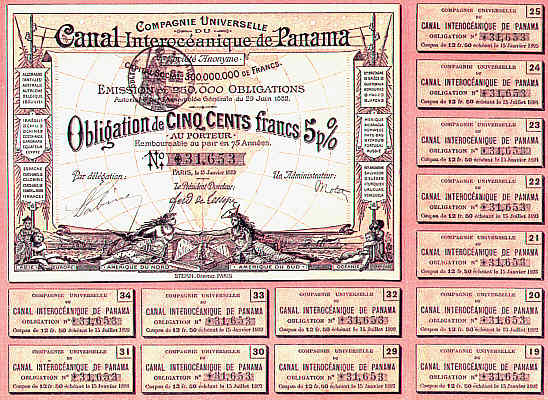
Obligación emitida en 1883 por la Compañía Universal del Canal Interoceánico de Panamá.

La Compañía Universal del Canal Interoceánico de Panamá (en francés Compagnie Universelle du Canal Interocéanique de Panama) fue una compañía creada en 1880 por el diplomático francés Ferdinand de Lesseps para construir el Canal de Panamá. Fue liquidada en 1889 tras el escándalo del Canal de Panamá, que a la postre terminó con las expectativas francesas de construir el canal.